# Volvohallen
Volvohallen uppfördes 1975 av Volvo Personvagnar, intill det dåvarande huvudkontoret, efter ritningar av Lund & Valentin arkitekter. Hallen är en kupolformad byggnad med kvadratisk planform.